# Шиєхоботні
Шиєхоботні, або Цикадові (Auchenorrhyncha) — підряд напівтвердокрилих комах, до складу якого входять цикади, горбатки та інші близькі групи. Налічує понад 42 тисячі відомих науці видів. 
Сисний хоботок починається з задньої частини голови, на відміну від клопів, у яких починається попереду голови, та від грудохоботних, у яких основа розташована між передніми ногами. Антени короткі. Лапки ніг дорослих комах складаються переважно з 3 члеників. Самці зазвичай мають тімпанальні органи, які дозволяють продукувати звуки. Задні ноги часто стрибальні.
Комахи з неповним перетворенням, личинки не мають вічок на голові та часто мають меншу кількість сегментів у лапках.
Живляться переважно соком рослин.
Підряд складається з двох інфрарядів:
- Cicadomorpha
  - Cicadoidea
  - Cercopoidea
  - Membracoidea
- Fulgoromorpha